# Literatura ascética
La literatura ascética constituye un género propio dentro de la literatura religiosa. En numerosas religiones y hace referencia a las prácticas ascéticas que desarrollaron a lo largo de la historia los ascetas y penitentes. Ello fue recogido y compone una parte importante dentro del estudio de la teología espiritual de las distintas épocas y religiones. Su valor es principalmente el de ofrecer una referencia y un ejemplo a los seguidores de una determinada religión, es decir, trata de perfeccionar a las personas para moverlas a un mayor seguimiento de los compromisos religiosos de su fe.
Se ocupa de los esfuerzos que el espíritu debe realizar para alcanzar la perfección moral y ética. A diferencia de la mística.
Los escritores ascéticos aconsejan sobre los caminos que conducen a la unión con Dios. Los escritores ascéticos más destacados fueron Fray Luis de Granada y Fray Luis de León.

## Origen
El origen de la literatura ascética se encuentra en el islam. Entró en Europa, y escritores cristianos, como Ramon Llull, lo incorporaron. Su apogeo se dio los tiempos de la Reforma y del Concilio de Trento. y también se cree que se originó en las culturas indígenas australianas[cita requerida]